# Norman Finkelstein
Norman Gary Finkelstein (født 8. december 1953 i Brooklyn, New York City) er en amerikansk akademiker uddannet i statskundskab, der har skrevet bøger og artikler om Israel og Palæstina, hvori han bl.a. argumenterer for, at Israel-lobbyen praktiserer en økonomisk og politisk udnyttelse af jødeforfølgelserne. Han afslørede i 1984 journalisten Joan Peters som historieforfalsker.